# Mohammad Baná
Mohammad Baná (* 6. srpna 1958 Teherán) je bývalý íránský zápasník – klasik.

## Sportovní kariéra
V íránské mužské reprezentaci se pohyboval od počátku osmdesátých let dvacátého století. Specializoval se na Íránce druhořadý zápas řecko-římský. Olympijských her se v roce 1980 a 1984 nemohl účastnit kvůli tehdejší nově nastolené politické moci své země.

### Výsledky
| Turnaj            | 1981 | 1982 | 1983 | 1984 |
| Turnaj            | 23   | 24   | 25   | 26   |
| Turnaj            | -68  | -68  | -68  | -68  |
| ----------------- | ---- | ---- | ---- | ---- |
| Olympijské hry    |      |      |      | —    |
| Mistrovství světa | 5.   | ?    | 2.   |      |
| Mistrovství Asie  |      |      | 1.   |      |

## Trenérská kariéra
Od roku 1989 žil v Německu, kde má trvalý pobyt. V roce 2005 se vrátil do Íránu jako šéftrenér a pozvedl úroveň íránské mužské reprezentace klasiků. Patří k celosvětově za jednoho z nejúspěšnějších trenérů-manažerů v historii. Pod jeho vedením dosáhli svých největších úspěchů Hamíd Surián, Gásem Rezáí, Omíd Naurózí a další. Před olympijskou sezonou 2008 byl odvolán po neshodách ohledně financování svého týmu s prezidentem íránské zápasnické federace Mohammadrezou Jazdání-Chorramem. Na olympijských hrách v Pekingu reprezentační výběr pod vedením nového manažera reprezentace Rezi Símcháha výsledkově propadl. V roce 2009 se na své pozice vrátil. Na olympijských hrách v Londýně v roce 2012 poprvé v historii dosáhl reprezentační výběr klasiků lepších výsledků než preferovaní volnostylaři.